# العلاقات الكيريباتية الماليزية
العلاقات الكيريباتية الماليزية هي العلاقات الثنائية التي تجمع بين كيريباتي وماليزيا.

## مقارنة بين البلدين
هذه مقارنة عامة ومرجعية للدولتين:
| وجه المقارنة                                              | كيريباتي                        | ماليزيا       |
| --------------------------------------------------------- | ------------------------------- | ------------- |
| المساحة (كم2)                                             | 811                             | 330.29 ألف    |
| عدد السكان (نسمة)                                         | 116.40 ألف                      | 31.62 مليون   |
| الكثافة السكانية (ن./كم²)                                 | 14.35 ألف                       | 95.73         |
| العاصمة                                                   | جنوب تاراوا                     | كوالالمبور    |
| اللغة الرسمية                                             | لغة إنجليزية، اللغة الكيريباتية | لغة ماليزية   |
| العملة                                                    | دولار كريباتي، دولار أسترالي    | رينغيت ماليزي |
| الناتج المحلي الإجمالي (بليون دولار)                      | 196.15 مليون                    | 314.50 مليار  |
| الناتج المحلي الإجمالي (تعادل القوة الشرائية) بليون دولار | 224.26 مليون                    | 817.43 مليار  |
| الناتج المحلي الإجمالي الاسمي للفرد دولار أمريكي          | 1.42 ألف                        | 9.77 ألف      |
| الناتج المحلي الإجمالي للفرد دولار أمريكي                 | 1.81 ألف                        | 25.64 ألف     |
| مؤشر التنمية البشرية                                      | 0.590                           | 0.779         |
| رمز المكالمات الدولي                                      | +686                            | +60           |
| رمز الإنترنت                                              | .ki                             | .my           |
| المنطقة الزمنية                                           |                                 | ت ع م+08:00   |

## منظمات دولية مشتركة
يشترك البلدان في عضوية مجموعة من المنظمات الدولية، منها:
| علم المنظمة | اسم المنظمة                   | تاريخ انضمام كيريباتي | تاريخ انضمام ماليزيا |
| ----------- | ----------------------------- | --------------------- | -------------------- |
|             | منظمة حظر الأسلحة الكيميائية  | ?                     | ?                    |
|             | البنك الدولي للإنشاء والتعمير | 29 سبتمبر 1986        | 7 مارس 1958          |
|             | الأمم المتحدة                 | 14 سبتمبر 1999        | 17 سبتمبر 1957       |
|             | بنك التنمية الآسيوي           | 1974                  | 1966                 |
|             | يونسكو                        | 24 أكتوبر 1989        | 16 يونيو 1958        |
|             | مؤسسة التنمية الدولية         | 2 أكتوبر 1986         | 24 سبتمبر 1960       |
|             | مؤسسة التمويل الدولية         | 2 أكتوبر 1986         | 20 مارس 1958         |
|             | الاتحاد البريدي العالمي       | ?                     | ?                    |
|             | دول الكومنولث                 | ?                     | ?                    |
|             | الاتحاد الدولي للاتصالات      | 3 نوفمبر 1986         | 3 فبراير 1958        |

## وصلات خارجية
- موقع وزارة الخارجية الماليزية